# Fjorton timmar
Fjorton timmar (engelska: Fourteen Hours) är en amerikansk film från 1951, i regi av Henry Hathaway.

## Om filmen
Grace Kelly gör sin första filmroll. Regisserad av Henry Hathaway. 

## Rollista (i urval)
- Paul Douglas - Ofcr. Charlie Dunnigan
- Richard Basehart - Robert Cosick
- Barbara Bel Geddes - Virginia Foster
- Debra Paget - Ruth
- Agnes Moorehead - Christine Hill Cosick
- Robert Keith - Paul E. Cosick
- Howard Da Silva - Deputy Chief Moskar
- Grace Kelly - Mrs. Louise Ann Fuller
- Richard Beymer - statist